# Кантемир, Антиох Константинович

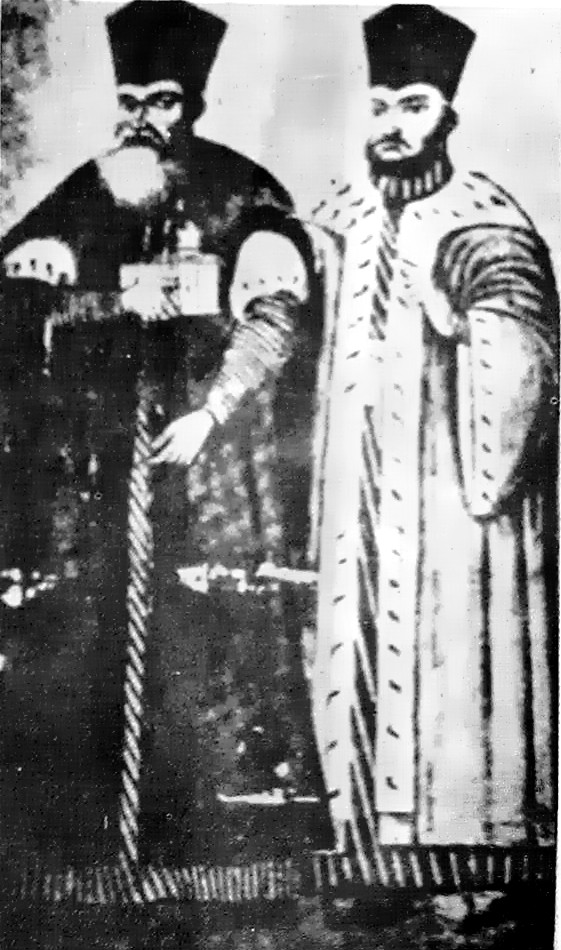
Константин и Антиох Кантемиры.

Антио́х Константи́нович Кантеми́р (молд. Антиох Кантемир; 1669 — 1726, Голийский монастырь) — сын Константина Кантемира, брат Дмитрия Кантемира и дядя Антиоха Кантемира, дважды господарь Молдавского княжества: с 8 (18) декабря 1695 по 12 сентября 1700 и с 12 февраля 1705 по 20 (31) июля 1707.

## Биография
Вместе с братом Дмитрием участвовал в заговоре против Константина Дуки, который захватил трон после того как Дмитрий Кантемир был смещён по приказу Османской империи. В отличие от своего отца Антиох установил дружественные отношения с Речью Посполитой. Он также планировал заключить антиосманский союз с Россией, который был заключён уже во время правления Дмитрия.
Во время правления Кантемира состоялся международный конгресс в Карловицах в 1699 году, на котором был заключён Карловицкий мир. Польша добивалась передачи ей Молдавии, а Австрия — Валахии, однако они не смогли договориться, и княжества остались под властью Турции, хотя ряд пунктов договора улучшили их положение. Так как турецкие гарнизоны ушли из Подолья и крепости Каменец-Подольский, через Молдавию перестал проходить путь турецких войск к местам своей дислокации. Польша освободила некоторые молдавские крепости (Нямец, Сучаву и другие). Татары должны были покинуть земли южнее Кишинёва, захваченные после 1683 года.
Хотя Антиох Кантемир в период своего второго правления сильно поднял налоги, он пользовался популярностью в народе и память о нём сохранилась как о справедливом и добром правителе.

### Семья
Жену Антиоха звали Катрина.
У них было трое детей: дочь Анна и сыновья Дмитрий и Константин. Сын Константина — известный узник Ревельской крепости Дмитрий Константинович Кантемир.